# Penélope Cruz
Penélope Cruz (28. travnja 1974.) španjolska je filmska glumica. U domovini je postala poznata 1990-ih, filmovima poput Šunka, šunka, Belle Époque, Djevojka tvojih snova (La niña de tus ojos) i Sve o mojoj majci (Todo sobre mi madre). Glumila je i u američkim filmovima kao što su Nebo boje vanilije i Bandidas. Za ulogu u filmu Woodyja Allena, Vicky Cristina Barcelona, nagrađena je Oscarom za najbolju sporednu glumicu za 2008. godinu, čime je postala prva Španjolka dobitnica Oscara. Također je dobitnica nagrada Goya, BAFTA, kao i nagrade Filmskog festivala u Cannesu.

## Filmografija
| Godina | Film                                  | Naslov originala                            | Uloga                  |
| ------ | ------------------------------------- | ------------------------------------------- | ---------------------- |
| 1992.  | Šunka, šunka                          | Jamón, jamón                                | Silvia                 |
| 1992.  | Zlatna vremena                        | Belle Époque                                | Luz                    |
| 1993.  | Buntovnice                            | La Ribelle                                  | Enza                   |
| 1997.  | Ljubav može ozbiljno štetiti zdravlju | El amor perjudica seriamente la salud       | Diana Balaguer         |
| 1997.  | Otvori oči                            | Abre los ojos                               | Sofía                  |
| 1997.  | Živo meso                             | Carne trémula                               | Isabel Plaza Caballero |
| 1998.  | Djevojka tvojih snova                 | La niña de tus ojos                         | Macarena Granada       |
| 1999.  | Sve o mojoj majci                     | Todo sobre mi madre                         | sestra Rosa            |
| 2000.  | Svi lijepi konji                      | All the Pretty Horses                       | Alejandra              |
| 2000.  | Začin ljubavi                         | Woman on Top                                | Isabella Oliveira      |
| 2001.  | Bijeli prah                           | Blow                                        | Mirtha Jung            |
| 2001.  | Mandolina kapetana Corellija          | Captain Corelli's Mandolin                  | Pelagia                |
| 2001.  | Nebo boje vanilije                    | Vanilla Sky                                 | Sofia Serrano          |
| 2003.  | Fanfan la Tulipe                      | Fanfan la tulipe                            | Adeline La Franchise   |
| 2003.  | Gotika                                | Gothika                                     | Chloe Sava             |
| 2004.  | Glava u oblacima                      | Head in the Clouds                          | Mia                    |
| 2004.  | Bez pomaka                            | Non ti muovere                              | Italia                 |
| 2004.  | Božić sa strancima                    | Noel                                        | Nina Vasquez           |
| 2005.  | Sahara                                | Sahara                                      | Eva Rojas              |
| 2006.  | Kromofobija                           | Chromophobia                                | Gloria                 |
| 2006.  | Odmetnice                             | Bandidas                                    | Maria Alvarez          |
| 2006.  | Vraćam se                             | Volver                                      | Raimunda               |
| 2007.  | Snovi                                 | The Good Night                              | Anna / Melodia         |
| 2008.  | Manolete                              | Manolete                                    | Lupe Sino              |
| 2008.  | Vicky Cristina Barcelona              | Vicky Cristina Barcelona                    | Maria Elena            |
| 2008.  | Opsesija                              | Elegy                                       | Consuela Castillo      |
| 2009.  | G-Force                               | G-Force                                     | Juarez                 |
| 2009.  | Slomljeni zagrljaji                   | Los abrazos rotos                           | Lena                   |
| 2010.  | Seks i grad 2                         | Sex and the City 2                          | Carmen Garcia Carrion  |
| 2011.  | Pirati s Kariba: Nepoznate plime      | Pirates of the Caribbean: On Stranger Tides | Angelica Teach         |
| 2012.  | Rimu, s ljubavlju                     | To Rome with Love                           | Anna                   |

## Vanjske poveznice
- Penélope Cruz u internetskoj bazi filmova IMDb-u (engl.)
- Penélope Cruz  Arhivirana inačica izvorne stranice od 14. svibnja 2012. (Wayback Machine) na Filmski.net
- Captivating Cruz (engl.)
- Penélope Fan  Arhivirana inačica izvorne stranice od 27. veljače 2009. (Wayback Machine) (engl.)